# 車肆一
蛇夫座υ，又名BD-08 4243，HD 148367、SAO 141187、HR 6129，是蛇夫座的一颗恒星，视星等为4.63，位于銀經6.74，銀緯26.74，其B1900.0坐标为赤經16h 22m 23.5s，赤緯-8° 26.74′ 53″。